# Z-Boys

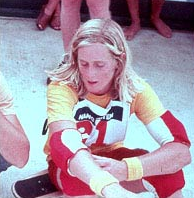
Stacy Peralta nel 1976

Gli Z-Boys erano un gruppo di dodici giovani surfisti che dalla fine degli anni Sessanta e gli inizi degli anni Settanta iniziò a praticare illegalmente surf nelle zone tra Santa Monica sud a Venice Beach, fino alle rovine del Pacific Ocean Park (il più importante luna park della West Coast costruito su un enorme pontile, chiuso dopo una catastrofe avvenuta nel 1968 in cui i piloni di legno cedettero affondando parzialmente la struttura), a Dogtown.
Contemporaneamente Jeff Ho, Skip Engblom e Craig Stecyk aprirono nel cuore di Dogtown il primo negozio di surf rivoluzionario, il "Jeff Ho & Zephyr Shop": il locale creò un team con i migliori surfisti di tutta Dogtown che chiamò "Z-Boys". La squadra era composta da un gruppo di teenager locali di diverse provenienze etniche che usavano il negozio di surf come luogo di incontro e aggregazione. Tony Alva, Jay Adams, Stacy Peralta, Wentzle Ruml IV, Bob Biniak, Jim Muir, Nathan Pratt, Shogo Kubo e Peggy E. Oki erano i membri originali del team.
In California le onde grosse si trovano solo la mattina presto, perché già dalle 10 le onde non vanno più bene per fare surf, quindi il team dovette trovare qualcosa da fare durante il pomeriggio, e si pensò allo skateboard. Esso era andato fuori moda a metà degli anni Sessanta, considerato ormai poco più che un giocattolo per bambini. Gli Z-Boys si costruirono da soli i propri skate con una tavola di legno e dei pattini, non essendoci più in commercio molti pezzi. Inizialmente questi ragazzi usavano gli skate per passeggiare sul lungomare per tenere d'occhio le onde, poi vennero allenati da Skip Engblom e Jeff Ho, e fotografati/filmati da Craig Stecyk.
Gli Z-Boys portarono i loro primi pesanti skateboard nei cortili asfaltati delle scuole con uno stile fluido e spettacolare ispirato al surf, che era contemporaneamente una ricerca di stile e improvvisazione. Quando la siccità della California si fece sentire facendo svuotare le piscine delle ville private delle famiglie ricche della città, gli Z-Boys cominciarono ad invaderle illegalmente per “cavalcarle” come se fossero onde vere. Essi ottennero la massima attenzione nel mondo dello skate durante il Campionato di Skate di Bahne-Cadillac (a.k.a. “Nazionali di Del Mar") nel 1975, dove fecero la loro prima grande e incredibile apparizione pubblica gareggiando in veste di Zephir Competition Team.
Per gli skater della vecchia guardia stile anni Sessanta presenti all'evento, che sui loro skateboard facevano ancora la verticale sulle mani e le impennate, questi ragazzi sfrenati con uno stile ripetitivo dai passaggi corti, sembrarono comparire dal nulla. Nell'arco di un anno, lo stile aggressivo di Dogtown, e l'atteggiamento combattivo che portava insito in sé, prese a dominare lo sport, ed i suoi giovani maestri, Jay Adams, Tony Alva e Stacy Peralta, diventarono delle superstar internazionali e le loro gesta vennero viste ed esportate in tutta l'America grazie alla pubblicità delle riviste e della tv.
Ogni ragazzo di Dogtown, con l'avvento degli Z-Boys, volle imitarli e lo skate divenne presto famosissimo. Per ironia della sorte, il debutto degli Z-Boys segnò l'inizio del loro successo e la fine della loro squadra. Subito dopo i componenti dell'era degli Z-Boys si avviarono verso la carriera di skater indipendenti.
Jay Adams, odiando tutto il denaro e la pubblicità che in quel divertimento avevano messo, decise di non associarsi a nessun produttore, skateando per conto proprio. Così nacque un fenomeno generazionale che è durato quasi fino ai giorni nostri, fino a quando Rodney Mullen e Tony Hawk non re-inventarono le forme dello skate moderno (rispettivamente, street e vert) e il modo di praticarlo cambiò radicalmente, insieme alla cultura degli anni Settanta.

## Formazione
Membri originari
- Jay Adams
- Tony Alva
- Bob Biniak
- Chris Cahill
- Paul Constantineau
- Shogo Kubo
- Jim Muir
- Peggy Oki
- Stacy Peralta
- Nathan Pratt
- Wentzle Ruml
- Allen Sarlo

Membri successivi
- Paul Cullen
- Cris Dawson
- Jose Galan
- Dennis Harney
- Paul Hoffman
- Donnie Olham
- Tommy Waller

## Nella cultura di massa
Il gruppo è al centro del documentario del 2001 Dogtown and Z-Boys, diretto dallo stesso Stacy Peralta. Il documentario è stato d'ispirazione per il film Lords of Dogtown del 2005.